# Daji
Cet article concerne le personnage historico-fantastique chinois. Pour le village des Comores, voir Daji (Comores).

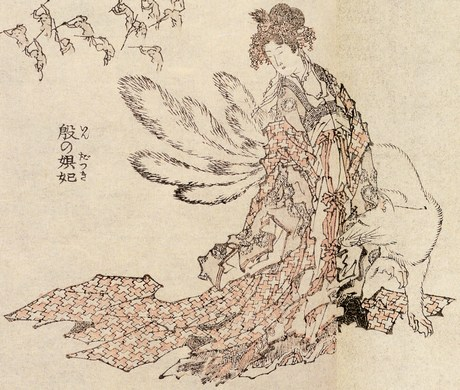
Daji dans les Hokusai Manga

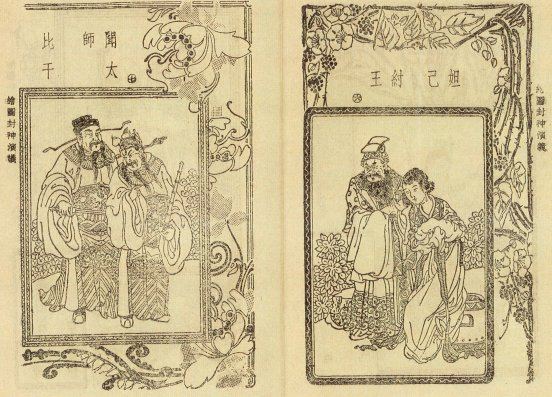
À gauche : Wen Zhong et Bi Gan ; à droite : Di Xin et Daji

Daji (妲己 ; pinyin : Dájǐ) était la concubine favorite du roi Di Xin, le dernier de la Dynastie Shang sous la Chine antique. Elle est l’image de la femme fatale causant la chute d’un empire ou d’une dynastie dans la culture chinoise. Elle est décrite comme une femme-renarde (hulijing) dans le roman chinois L'Investiture des dieux.
Sous la dynastie Song, les cultes des esprits du renard, y compris ceux dédiés à Daji, furent interdits, mais leur suppression échoua. Par exemple, en 1111, un édit impérial fut publié pour la destruction de nombreux sanctuaires spirituels à Kaifeng, y compris ceux de Daji.

## Biographie mythico-historique
Daji était issue d’une famille noble, les Su (蘇) de l’état de Yousu (有蘇). De fait, elle est aussi connue sous le nom de « Su Daji ». En 1047 avant Jésus-Christ, le roi Di Xin de la dynastie Shang conquit Yousu et acquit Daji comme récompense.
Di Xin devint extrêmement obsédé et épris de Daji et commença à négliger les affaires d’état pour être en sa compagnie. Il utilisa tous les moyens nécessaires pour être dans ses bonnes grâces et lui plaire. Daji aimait les animaux et il lui construisit donc un Xanadu zoologique avec de nombreuses espèces rares d’oiseaux et d’animaux. Il ordonna aussi aux artistes de composer des musiques obscènes et de chorégraphier des danses de débauche pour satisfaire ses goûts musicaux. Il invita une fois 3000 invités à une fête, se faisant livrer « un étang de vin » et « une forêt de viande ». Il autorisa les invités à jouer au chat et à la souris nus dans la forêt pour amuser Daji. Quand une de ses concubines, la fille du Seigneur Jiu, protesta à la vue de la débauche, il la fit exécuter. Son père fut taillé en pièces et sa chair donnée en nourriture aux vassaux de Di Xin.
Daji dit que sa plus grande joie était d’entendre les gens pleurer de douleur physique. Une fois, elle vit un paysan marcher pieds nus sur la glace et ordonna qu’on coupe ses pieds pour qu’elle puisse les étudier et comprendre pourquoi ils étaient si résistants à des températures aussi basses. Lors d’une autre occasion, elle fit ouvrir le ventre d’une femme enceinte pour satisfaire sa curiosité et voir ce qu’il se passait à l’intérieur. Selon une variante du mythe, afin de vérifier un dicton disant que « le cœur d’un homme bon a sept ouvertures », elle fit extraire celui du ministre Bi Gan (en), oncle de Di Xin et l’examina.
Daji était aussi connue pour son invention d’une méthode de torture connue sous le nom de paoluo (炮烙). Un cylindre de bronze couvert d’huile était chauffé dans un four par du charbon situé en dessous jusqu’à ce que ses côtés deviennent extrêmement chauds. La victime devait marcher sur le cylindre se réchauffant lentement et devait déplacer ses pieds pour éviter d’être brûlée. La surface huilée rendait difficile le maintien de l’équilibre. Si la victime tombait dans le charbon situé en dessous, elle brûlait jusqu’à ce que mort s’ensuive. La victime était forcée de « danser » et crier d’agonie avant de mourir alors que Di Xin et Daji riaient de plaisir.
Daji fut exécutée sur les ordres du roi Wu de Zhou après la chute de la Dynastie Shang, sur les conseils de Jiang Ziya. Le grand historien, Sima Qian, ne mentionne que brièvement Daji et son exécution, notant seulement que le roi Zhou n'avait écouté que Daji et qu'elle a été tuée après le roi Zhou. Selon les Biographies de femmes exemplaires de l'érudit Han Liu Xiang, après sa mort, sa tête fut accrochée à un petit drapeau blanc pour symboliser la façon dont elle était devenue la chute de la dynastie,. Elle était devenue l'excuse du roi Wu pour reprendre le royaume et, en tant que telle, le gouvernement fut renouvelé après sa mort. D'autres sources affirment qu'elle s'est suicidée par strangulation,.

## En littérature
Daji est un des personnages majeurs du roman chinois L'Investiture des dieux. Elle fut la première corruptrice de la dynastie Shang, dont le déclin est l'objet du roman. Son père Su Hu la donna à Di Xin en tant qu’offre de paix après qu’un conflit armé a commencé entre les forces militaires des Su et des Shang.
Une nuit avant que Daji soit envoyée dans la capitale Zhaoge, elle fut possédée par un esprit renard à neuf queues maléfique (la Renarde de Mille Ans). Quand Daji arriva à Zhaoge, elle devint le centre d’attention de Di Xin et le roi fut obsédé par elle. Di Xin négligea les affaires d’état pour lui tenir compagnie et ignora les conseils de ses sujets. Yunzhongzi fut le premier homme à agir contre Daji en donnant au roi une épée en bois de pêcher magique qui rendrait Daji malade, entraînant sa mort. Elle gravit rapidement les grades, devenant reine alors qu’elle n’était qu’une concubine mineure, grâce au favoritisme du roi.
Daji fut blâmée pour la chute de la dynastie Shang de par la corruption de Di Xin et le fait qu’elle l’ait conduit à négliger les affaires d’état et à régner avec tyrannie et despotisme. Cela conduisit au déclin de la dynastie et à un chaos étendu. La tyrannie de Di Xin entraîna la colère et le ressentiment du peuple, qui se révolta finalement contre lui sous la houlette du Roi Wu de Zhou. Après la chute de la Dynastie Shang, Daji fut exorcisée par Jiang Ziya (parfois appelé Jiang Taigong) et en mourut.
À partir de la période des dynasties du Sud et du Nord, Daji fut considérée comme l'incarnation d'un renard à neuf queues.
Daji avait de nombreux sanctuaires associés à elle sous forme de renard. Les sanctuaires qui lui étaient dédiés étaient considérés comme des cultes illicites et donc interdits.
Bien qu'elle ne soit pas directement liée à une source précise, la création du bandage des pieds en Chine est également associée à Daji. On dit que Daji a créé des attaches pour cacher ses pattes de renard. Comme les autres femmes ne savaient pas pourquoi elle s'enveloppait les pieds, les autres dames de la cour l'imitèrent.

## Remise en question de l'historiographie traditionnelle
La fin du règne de Di Xin est traditionnellement considérée comme une période de décadence morale extrême. Néanmoins, beaucoup d’universitaires modernes comme Gu Jiegang, historien et philologue, soupçonnent que son personnage, et donc celui associé de Daji, aient été noircis progressivement pour conformer rétrospectivement les faits historiques au concept de mandat du Ciel, selon lequel un changement dynastique est toujours justifié par la décadence morale de la dynastie renversée. En effet, au fur et à mesure qu’on remonte dans le temps à partir de la dynastie Qin, les commentaires sur Di Xin deviennent de moins en moins désobligeants, et de plus en plus élogieux, complimentant son intelligence et sa bravoure. Commentant le récit de la fin des Shang, Zi Gong (子貢), disciple de Confucius, exprime aussi l'opinion qu’on avait prêtée à Di Xin, souverain déchu, outre les siennes propres, toutes les turpitudes du royaume. Dans ce contexte, Daji devint elle aussi la caricature de la femme fatale et de la corruptrice.